# سیدی عبدالجبار
سیدی عبدالجبار (به عربی: سيدي عبد الجبار) یک شهرداری در الجزایر است که در استان معسکر واقع شده‌است. سیدی عبدالجبار ۴٬۱۹۰ نفر جمعیت دارد.